# Myslibořice
Myslibořice là một làng thuộc huyện Třebíč, vùng Vysočina, Cộng hòa Séc.